# Welte-Mignon
El piano mecánico automático Welte-Mignon fue el primer instrumento musical mecánico que hizo posible la reproducción auténtica de piezas musicales para piano, actuando como un piano reproductor.

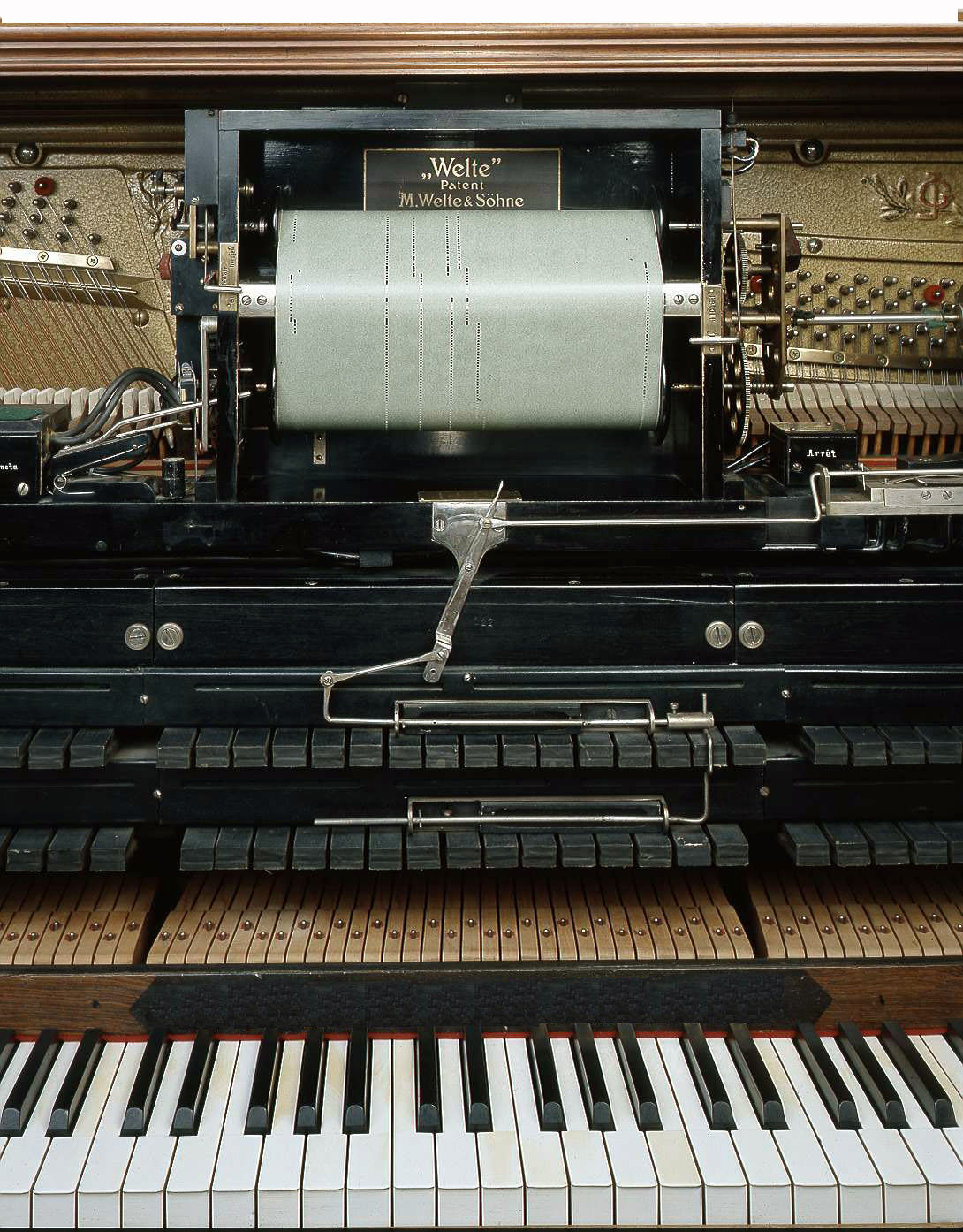
Piano reproductor Welte-Mignon de 1927.

## Descripción e historia
La empresa de M. Welte & Söhne en Friburgo de Brisgovia, Alemania, era conocida por sus desarrollos en el campo de la reproducción mecánica con la ayuda de datos y por sus orquestriones. También se le recuerda por el procedimiento de reproducción que fue patentado en 1904. Un año después el piano entró al mercado llamado Mignon y poco después fue rebautizado con el nombre de piano mecánico Welte-Mignon. Esos instrumentos utilizaban cintas perforadas de papel, denominado rollo de notas o rollo para piano y fueron una creación colectiva de Edwin Welte y Karl Bockisch. Con ello era posible reproducir muy fielmente la pieza musical grabada por un pianista . Esta maravillosa técnica fue una sensación en su día tal como lo es hoy y permite con pocos instrumentos en buen estado una reproducción auténtica de las grabaciones. Considerando que los instrumentos tales como rollos para piano eran muy costosos, solamente fueron adquiridos por la clase alta.

## Grabaciones de los pianistas ycompositoresfamosos

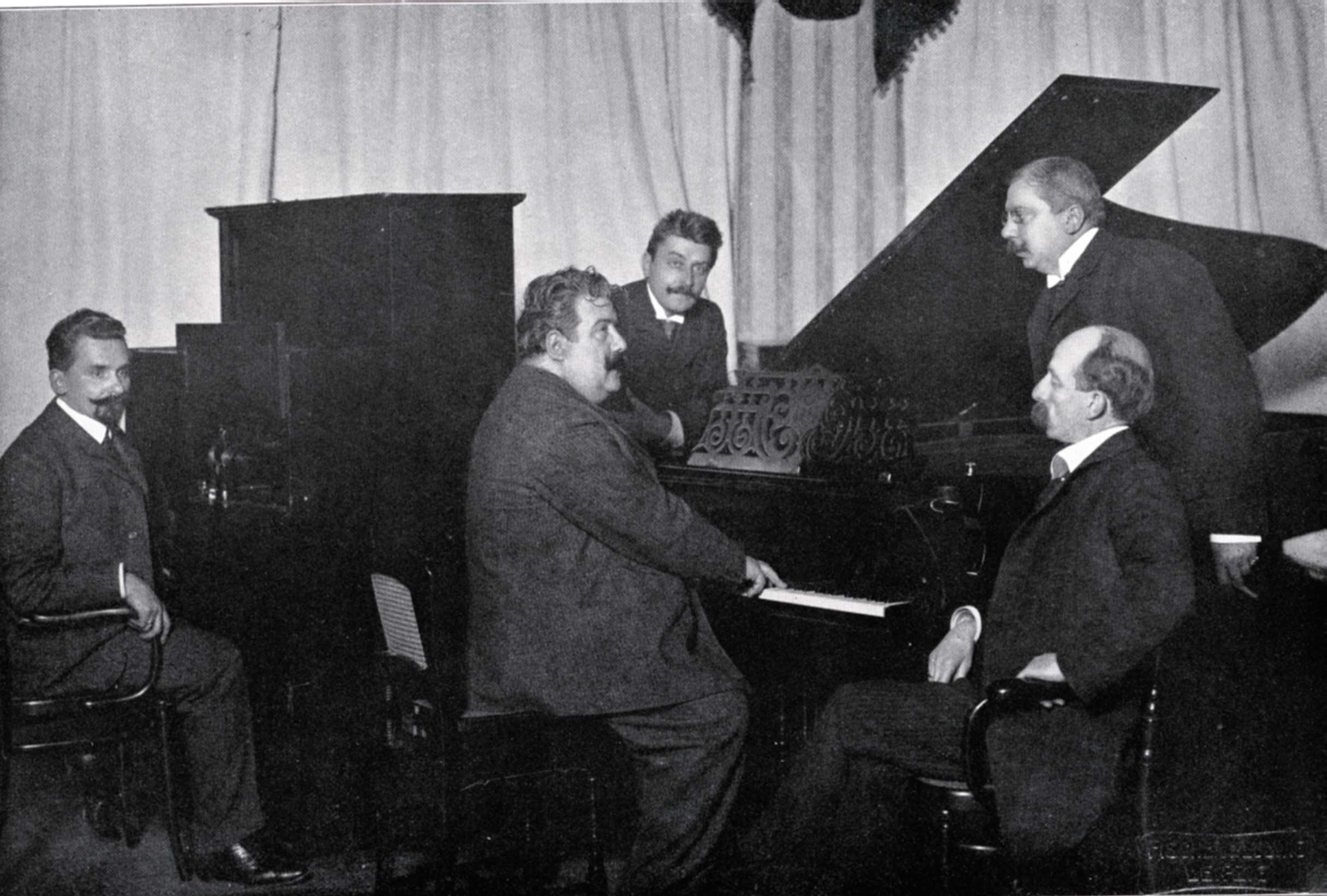
Ruggero Leoncavallo toca para Welte-Mignon el 8 de diciembre de 1905.

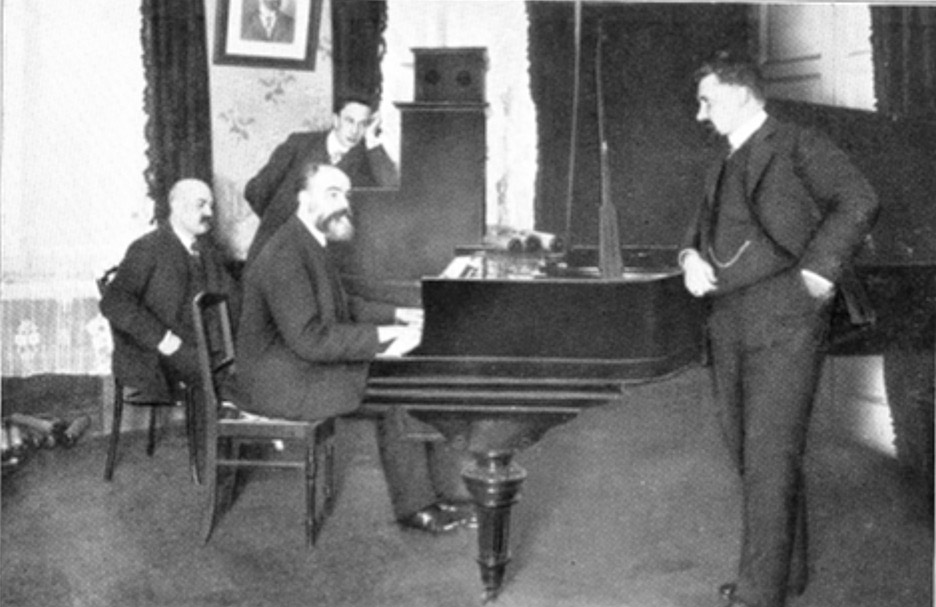
Grabación de Serguéi Liapunov para Welte-Mignon en 1910.

En el año 1904 se realizaron las primeras grabaciones y los pianistas más famosos de este tiempo grabaron sus obras en el Welte-Mignon. La empresa Welte sacó al mercado 5.500 grabaciones hasta 1932, entre ellas muchas piezas de ópera, también música ligera y música bailable.
De 1905 a 1909 la empresa tuvo un segundo estudio de grabación en Leipzig.
En el repertorio de rollos para piano de Welte hay por ejemplo piezas de Carl Reinecke, Ignacy Jan Paderewski, Teresa Carreño,  Ferruccio Busoni, Artur Schnabel, Edwin Fischer y Walter Gieseking. En 1928 se realizaron las últimas grabaciones de música clásica con Rudolf Serkin, Lubka Kolessa y Vladimir Horowitz. A partir de ese momento hasta el final de la producción de rollo para piano en 1932 se grabaron solamente obras de música ligera.

## Composiciones originales para el piano mecánico Welte-Mignon 1926
En 1926 Paul Hindemith, Ernst Toch y Gerhart Münch compusieron piezas para el piano mecánico Welte-Mignon, las cuales fueron presentadas en la fiesta de música de cámara en Donaueschingen. El estreno fue el 25 de julio.
Estas obras musicales no se podían interpretar a mano. La posibilidad de crear casi cualquier serie de tonos para programar los rollos para piano, dio a los compositores una gran libertad en la configuración del sonido. Las siguientes obras fueron estrenadas:
Paul Hindemith:
- Rondó de música para piano Op. 37. editado para el piano mecánico.
- Tocata para piano mecánico Op. 40,1. composición original para Welte-Mignon

Ernst Toch:
- Estudio I. composición original para Welte-Mignon (Studie I. Originalkomposition für Welte-Mignon)
- Estudio II. composición original para Welte-Mignon (Studie I. Originalkomposition für Welte-Mignon)
- Estudio III. composición original para Welte-Mignon (Studie I. Originalkomposition für Welte-Mignon)
- Estudio IV, El malabarista. (Editado para piano mecánico) (Studie IV, Der Jongleur. (Für mechanisches Klavier bearbeitet))

Gerhart Münch:
- Seis estudios: Estudio polífono para piano mecánico. Introduzione Maestoso - Prestissimo - Largo - Jazz - Andantino - Fugato. composición original para Welte-Mignon (Sechs Studien: Polyphone Etuden für mechanisches Klavier. Originalkomposition für Welte-Mignon).

## Composiciones originales para el piano mecánico Welte-Mignon 1927
En el año siguiente tuvo lugar el espectáculo en Baden-Baden llamado "Música de cámara alemana en Baden-Baden 1927". Del 15 al 17 de julio de 1927 músicos de la vanguardia compusieron piezas para Welte-Mignon. Las obras fueron presentadas en un concierto el 16 de julio de 1927.
George Antheil arregló la primera parte de su Ballett mécanique para el piano Welte-Mignon.
- Ballet mécánico, primera parte, (editado para piano mecánico)

Nikolai Lopatnikoff escribió un scherzo y una tocata compuestos solamente para esta ocasión los cuales editó y dibujó en un rollo para piano.
- Tocata para piano (editado por el compositor y dibujado en un rollo para piano)
- Scherzo (composición original para piano mecánico)

Hans Haass escribió una fuga-capriccio y un intermezzo, ambos para piano mecánico.
- Fuga-capriccio para piano mecánico

Además se estrenaron piezas de Ernst Toch y Paul Hindemith para el órgano mecánico (Welte-órgano-orquesta-filarmónica).
- Ernst Toch: Estudio para órgano mecánico
- Paul Hindemith: Suite para órgano mecánico

## Media
- Arthur Nikisch toca para Welte-Mignon el 9 de febrero de 1906. Johannes Brahms: Danza húngara n° 5*3057 kBⓘ
- Arthur Nikisch toca para Welte-Mignon el 9 de febrero de 1906. Johannes Brahms: Danza húngara n° 6*2423 kBⓘ
- Ossip Gabrilowitsch toca para Welte-Mignon el 4 de julio de 1905. Johannes Brahms: Cuatro piezas para piano, op. 119,3 Intermezzo*ⓘ
- Lubka Kolessa toca para Welte-Mignon en 1928 Frédéric Chopin: Mazurca N.º 2 en Re mayor Op. 33,2 *ⓘ